# Pineland (Teksas)
Pineland je grad u američkoj saveznoj državi Teksas. Prema popisu stanovništva iz 2010. u njemu je živjelo 850 stanovnika.